# Wröhe
Eine Wröhe war eine freiwillige Gerichtsbarkeit, mit der die in ihr zusammengeschlossenen Ackerbürger ihre Feldbestellungs- und Flur-Streitigkeiten selbstständig regelten. Die Mitglieder dieses Gerichtes, die »Wröheherren« oder »Wröhmänner«, entschieden über Rügen, die sich bei der Feldarbeit zwischen den Bauern ergeben hatten.
Die Funktionen der Wröhe reduzierten sich im Zeitablauf zuletzt nur noch im Bewerten von Wiesen und Äckern bei Verkäufen und Flurbereinigungen.
An die Wröhe erinnert noch heute der Wröhmännerpark in Berlin-Spandau.